# Salamandra (mitologia)

Os elementais do fogo são muito utilizados na heráldica.

Salamandras são criaturas mitológicas ligadas ao Fogo. O mito surgiu como derivação da crença de que as salamandras são imunes ao fogo.
No Liber de Nymphis, sylphis, pygmaeis et salamandris et de caeteris spiritibus, escrito pelo alquimista Paracelso no século XVI, elas aparecem entre os espíritos elementais, ao lado das ondinas (da água), dos silfos (do ar) e dos gnomos (da terra).
É um símbolo da justiça e da paz interior. Na Psicologia analítica de Jung, é associada à transformação e à superação de obstáculos no caminho da individuação.